# Typhlogarra widdowsoni
Typhlogarra widdowsoni là một loài cá vây tia thuộc họ Cyprinidae, thuộc chi đơn loài Typhlogarra. Loài này chỉ có ở Iraq.